# Chlorissa annobonica
Chlorissa annobonica là một loài bướm đêm trong họ Geometridae.